# Città di Castello
Città di Castello és un municipi italià, situat a la regió d'Úmbria i a la província de Perusa. L'any 2004 tenia 39.570 habitants.

## Personatges il·lustres
- Antonio Maria Abbatini (1597–1679), compositor musical i mestre de capella.
- Monica Bellucci (1964), actriu i model.